# Adel (Georgia)
Adel – miasto w Stanach Zjednoczonych, w stanie Georgia, siedziba administracyjna hrabstwa Cook.